# 丘庫魯西山
13°41′58″S 70°44′50″W / 13.69944°S 70.74722°W
丘庫魯西山（Chojorusi），是秘魯的山峰，位於該國東南部庫斯科大區，由基斯皮坎奇省的馬爾卡帕塔區負責管轄，屬於韋爾卡努塔山脈的一部分，海拔高度約5,000米。